# Église Saint-Martin de Longjumeau
Pour les articles homonymes, voir Église Saint-Martin.
L'église Saint-Martin est une église paroissiale de culte catholique, dédiée à l'apôtre des Gaules, saint Martin, située dans la commune française de Longjumeau et le département de l'Essonne.  
Elle est de style gothique, du XIIIe siècle et du XVe siècle. 
Elle est classée aux monuments historiques depuis 1910. 

## Situation géographique
| \| Localisation de l'église Saint-Martin dans l'Essonne. · Église Saint-Martin \| Localisation de l'église Saint-Martin dans l'Essonne. |
| Localisation de l'église Saint-Martin dans l'Essonne. · Église Saint-Martin                                                             |

L'église Saint-Martin est située dans le centre-ville de Longjumeau, sur la rive droite de la rivière l'Yvette, à l'intersection de l'ancien tracé de la route de Paris-Orléans (ex route nationale 20), de la route départementale 118 et de la route départementale 117, sur l'actuelle place de l'Église.

## Historique

### Généralités
Une précédente église mérovingienne existait à cet endroit.
L'édifice actuel a été élevé environ en 1250 sous la maîtrise d'œuvre d'Hugues Piedoie, architecte de saint Louis. 
L'église fut incendiée durant la Guerre de Cent Ans par les troupes d'Édouard III d'Angleterre. 
Une reprise importante[C'est-à-dire ?] intervint à la fin du XVe siècle, probablement financée par les nouveaux seigneurs de la famille Gaillard.
À la suite d'un autre incendie, le sommet du clocher fut remanié en 1774. Pendant la Révolution française, elle devint un Temple de la Raison. Le 20 floréal an II, il y fut célébré la Fête de l'Être suprême. 
En 1877, fut installé un nouveau maître-autel.

### Patrimonialité
Elle est classée aux monuments historiques depuis 1910. 

## Plan et extérieur

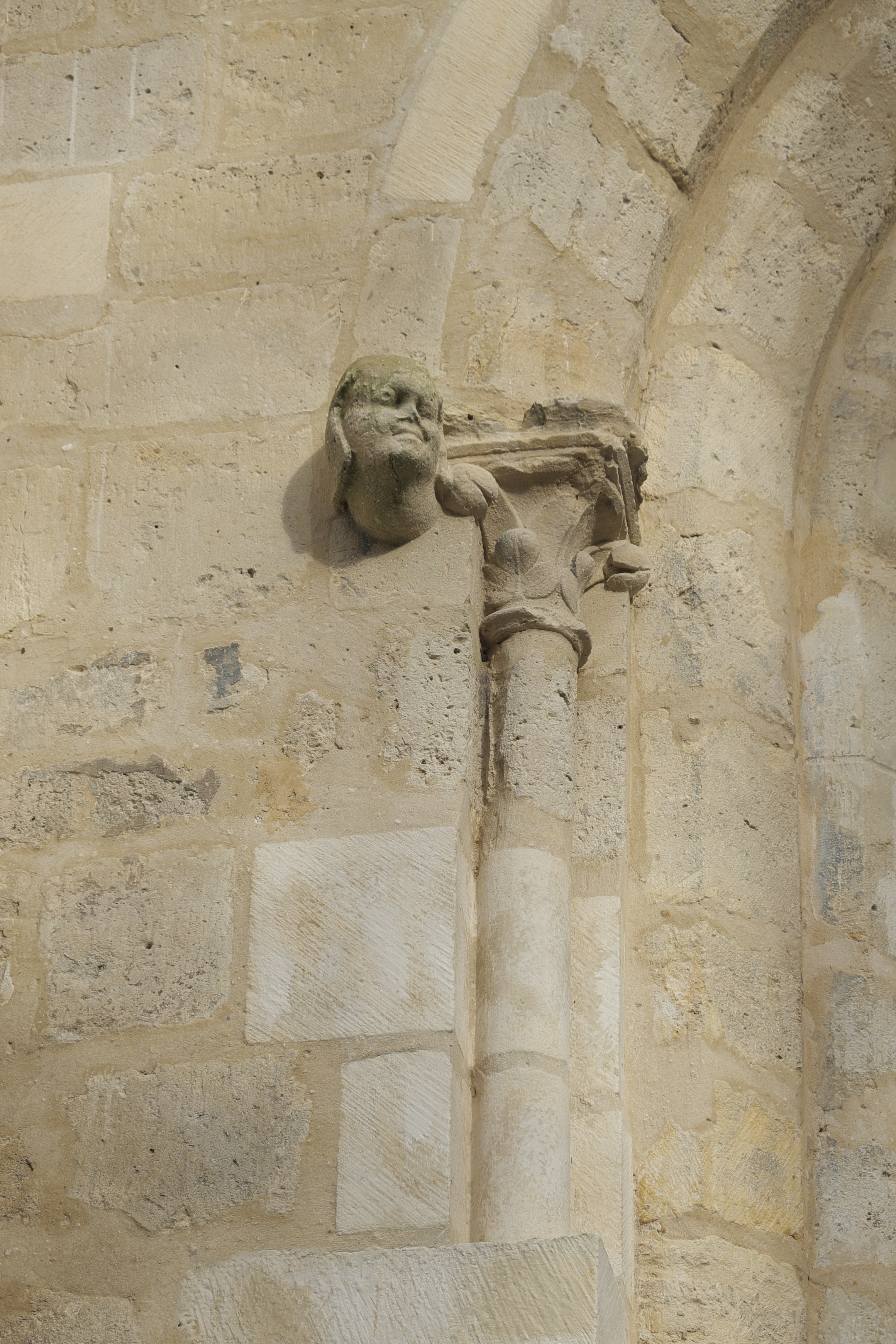
Retombée d'un larmier du XIIIe siècle

Le clocher s'élève à 24 m de haut, sur le flanc méridional de l'église. Le premier étage est d'un beau  XIIIe siècle : longues baies étroites, à trois rangs de voussures, et au larmier retombant sur des têtes d'homme). Le deuxième étage, aux baies à petites arcades, a dû être refait au XVe siècle, en même temps qu'une partie de l''intérieur de l'église. Le troisième étage, percé d'oculus, date de la réfection de 1774. 
La façade occidentale est percée d'un portail sculpté en dentelle, décoré de motifs végétaux et animaliers, un des plus beaux et un des mieux conservés de la région parisienne, dans le style flamboyant du XVe siècle. Deux niches accueillaient les statues de Saint Éloi et Saint Laurent. Au-dessus de l'entablement, des vestiges font  regretter la disparition d'un grand motif sculpté. Vient ensuite une belle fenêtre à quatre verrières, puis un pignon à deux clochetons. À l'angle nord-ouest s'élève une tourelle en poivrière faisant peut-être office de lanterne des morts (sa présence s'explique par le fait qu'autrefois le cimetière se trouvait devant l'église). 
Au-dessus de la porte gauche, murée, une haute et large niche a perdu sa statue (Saint Martin probablement). La porte droite est aussi en arc surbaissé et surmontée d'une petite niche. Elle donne accès à l'intérieur. 

## Intérieur
L'édifice comprend une nef de trois travées et un chœur de deux travées, à chevet plat sur lequel a été plaquée la sacristie, au XVIIIe siècle. Les deux bas-côtés se prolongent jusqu'à l'extrémité du chœur, sans transept donc.
La nef, n'ayant ni triforium ni fenêtres hautes, est mal éclairée par la fenêtre du revers de la façade (en partie masquée par la tribune d'orgue), par celle du chevet (à la partie basse murée) et par les fenêtres des collatéraux.
Dans les piliers comme dans les voûtes d'ogives, on distingue bien les parties conservées de la première moitié du XIIIe siècle  (notamment les chapiteaux ornés de feuilles) et les reprises de la fin du XVe siècle (nervures des voûtes en pénétration dans les piliers; plusieurs niches).

## Mobilier
Le mobilier comprend :
- du XIXe siècle, le maître-autel en pierre de Caen et des stalles (autrefois situées dans le prieuré du Val-Saint-Éloi[3]),
- du XVIIIe siècle, le dais du banc d’œuvre (au revers de la façade, à gauche, et mitoyen d'un tableau Ecce homo très abîmé, du XVIIe ou du XIXe siècle) et un confessionnal.

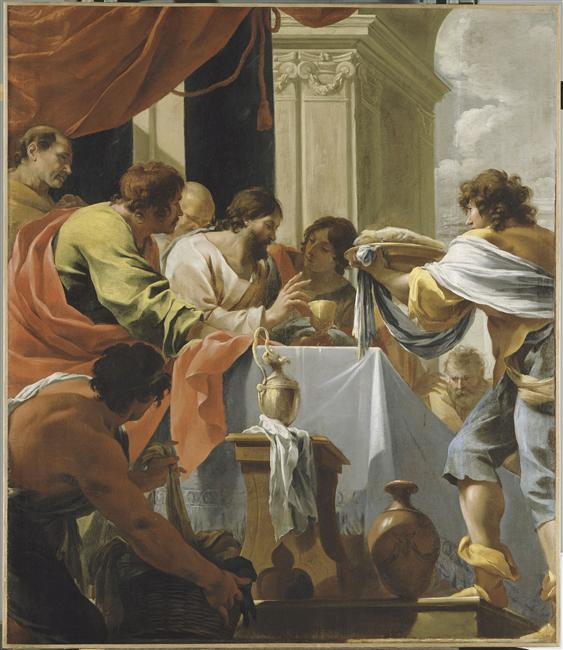
Céne, par Simon Vouet, au musée de Lyon

- du XVIIe siècle, un tableau classé aux monuments historiques[4]. Ce tableau se voit au-dessus de la petite porte d'entrée (à l'origine, il était fixé au-dessus du maître-autel). Il représente la Cène, aurait été peint vers 1630-1631 par Simon Vouet[5] (On peut le comparer à son autre tableau du même sujet, vers 1636-1637, conservé au musée de Lyon). Le peintre  travaillait alors à la décoration du château du marquis d'Effiat dont la seigneurie voisine de Chilly incluait la paroisse de Longjumeau. Il aurait offert ce tableau en remerciement des bons soins reçus alors qu'il se trouvait malade[6]. Curieusement, on ne décompte que onze disciples sur douze, dont Judas avec la bourse contenant le salaire de sa trahison, le jeune Jean « le disciple que Jésus aimait » et la silhouette imposante, sinon disproportionnée d'un autre de ces disciples, à droite au second plan. Le premier plan est occupé par une servante accroupie, à la main un peu démesurée.

## Pour approfondir